# Edmond Marchal
Edmond Marchal (Edmont Léopold Joseph Gustave Marchal), né à Saint-Josse-ten-Noode le 15 juillet 1833 et mort dans la même commune le 12 avril 1916, est un historien et critique d'art, secrétaire perpétuel de l'Académie royale de Belgique.

## Publications
- La sculpture et les chefs-d'œuvre de l'orfèvrerie belges, Bruxelles, impr. de F. Hayez, 1895, 806 p., grand in-8° (BNF 30878030, lire en ligne).
- Biographie et bibliographie du baron et académicien Jean de Witte[2]